# Abderrahmane Lahfaya
 (juillet 2021).
Si vous disposez d'ouvrages ou d'articles de référence ou si vous connaissez des sites web de qualité traitant du thème abordé ici, merci de compléter l'article en donnant les références utiles à sa vérifiabilité et en les liant à la section « Notes et références ».
Abderrahmane Lahfaya, né le 3 décembre 1971 à Souk Ahras, est un homme politique algérien. Il est, du 8 juillet 2021 au 11 novembre 2021, ministre du Travail, de l'Emploi et de la Sécurité sociale algérien au sein du Gouvernement du Premier ministre, Aïmene Benabderrahmane.

## Historique

### Formation
Titulaire d'un diplôme d'ingénieur d’État (Institut de génie-civil & génie-rural) à l'université de Blida. Il obtient aussi un certificat de performance en gestion des entreprises.

### Carrière professionnelle et politique
Abderrahmane Lahfaya est directeur général de la Caisse nationale des assurances sociales des travailleurs salariés (CNAS) (Algérie) de 2019 à 2021,.
En juillet 2021, il est nommé ministre du Travail, de l'Emploi et de la Sécurité sociale du Gouvernement Benabderrahmane. Il remplace alors El-Hachemi Djaaboub. Limogé le 11 novembre 2021, il sera remplacé par Youcef Chorfa.